# Bernard de Montfaucon
Bernard de Montfaucon (13 de gener de 1655, Solatge - 21 de desembre de 1741, Saint Germain des Prés) fou un monjo benedictí maurista francès, historiador, traductor, bibliògraf, paleògraf i editor de texts patrístics.

## Biografia

### Primers anys
Nascut al castell de Solatge al si d'una família de la noblesa francesa, feu els seus primers estudis al col·legi de la doctrina cristiana de Limós, tot i que poc després el seu pare Timoleon de Montfaucon li assignà un preceptor particular juntament amb els seus germans a la residència familiar del castell de Ròcatalhada, on descobrí el seu amor per la lectura.
Destinat a la carrera militar, amb disset anys entrà al cos de cadets de Perpinyà, i després de la mort del seu pare aquell mateix any, entrà com a voluntari al cos de granaders de Llenguadoc comandat pel seu parent el marquès d'Hautepoul, amb qui participà en l'exèrcit que el mariscal Turenne dirigia durant la Guerra Francoholandesa. Aconsellat pel marquès, després de dues campanyes abandonà la vida militar per tornar a Ròcatalhada, quan morí la seva mare.

### Vida religiosa
Fou admès com a novici al monestir de la Daurada a Tolosa, pertanyent a la Congregació de Sant Maur de l'Orde de Sant Benet, en la qual professà el 1676. Traslladat a l'abadia de Sorese i després a la de La Grassa, on passà vuit anys instruint-se en l'estudi de la filosofia, teologia, grec i història. Les seves primeres aportacions al treball escolàstic de la congregació foren la correcció de les versions llatines dels autors grecs, que cridaren l'atenció de Claude Martin; de La Grassa fou traslladat a l'abadia de Sainte-Croix de Burdeus, i d'aquí el 1687 a la de Blancs Manteaux, prop de París.

### Primeres obres
Durant els deu anys següents traduí la regla monàstica Typicum d'Irene Ducena, els tractats sobre mesures d'Heró d'Alexandria i la Logarique d'Aleix I Comnè, que foren inclosos a Analecta graeca, composta en col·laboració amb Antoine Pouget i Jacques Lopin; publicà una demostració de l'autenticitat del Llibre de Judit contra les tesis protestants que negaven el seu valor canònic, per la qual rebé la felicitació del bisbe Jacques-Bénigne Bossuet, i treballà en l'edició de les obres de Sant Atanasi que Louis Ellies Dupin qualificà com «una obra incomparable», al temps que aprenia hebreu, siríac, samarità, copte, àrab i numismàtica.

### Viatge a Itàlia
La projectada edició de les obres de Sant Joan Crisòstom requeria documentació que no estava al seu abast a França, i així el maig de 1698 Montfaucon partí cap a Itàlia juntament amb Paul Brioys per investigar a les biblioteques de Milà, Mòdena, Venècia, Ravenna, Bolonya, Florència, Montecassino, i sobretot a Roma, on durant un breu període fou procurador general de la congregació davant la cort papal de Climent XI; d'aquesta època data un opuscle escrit en defensa de l'edició benedictina de Sant Agustí que tan criticada fou pels jesuïtes.

### Consagració com a escriptor
El 1701 tornà a París i s'establí a l'abadia de Saint Germain des Prés, casa mare de la congregació, que fou la seva residència durant la resta de la seva vida. En una edat ja madura, amb una sòlida formació i àmplia experiència, apassionat per l'estudi, constant en el treball, eloqüent i de memòria prodigiosa, frugal en els seus costums i amb una bona salut, començà el període més fecund de la seva vida envoltat per una cohort de deixebles popularment coneguts com «els bernardins», entre els quals hi havia Martin Bouquet, Jacques Martin, Simon Mopinot, Claude Devic, Joseph Vaissette, Charles de la Rue, Guillaume le Sueur, Vincent Thuillier o l'abat Prévost.
La recopilació dels sues treballs italians fou publicada l'any següent de la seva tornada a Diarium Italicum; continuà amb l'edició de les obres d'Eusebi de Cesarea, en què inclogué les de Cosme Indicopleustes i alguns opuscles de Sant Atanasi; un complet volum titulat Palaeographia graeca sobre l'escriptura grega, la seva cal·ligrafia, taquigrafia, fórmules oficials i diplomàtiques, instruments, la seva evolució al llarg dels segles i el mètode per interpretar els manuscrits, que fou considerat el primer tractat sobre paleografia grega, equivalent al que per la llengua llatina deixés escrit Jean Mabillon; la traducció del llibre de Filó d'Alexandria sobre la vida contemplativa i un assaig sobre si la comunitat dels terapeutes era cristiana o jueva; l'edició dels Hexapla d'Orígenes i el catàleg dels manuscrits grecs de la biblioteca del canceller Pierre Séguier, que havien passat al bisbe de Metz, Henri Coislin.

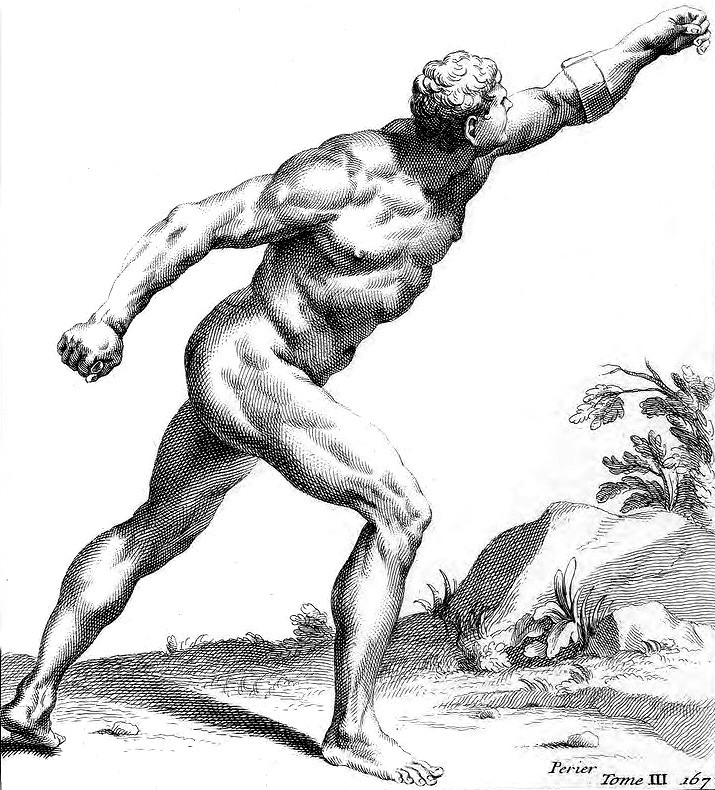
Lluitador grec, a L'Antiquité expliquée.

El 1719 el duc d'Orleans, regent durant la minoria de Lluís XV, el feu membre honorari de l'Académie des inscriptions et belles-lettres en substitució del difunt Michel Le Tellier, per a la qual escrigué diversos discursos i dissertacions breus sobre l'ús dels papirs, el far d'Alexandria, cert passatge d'Heròdot, antiguitats de França, Roma o Egipte, que foren inclosos en les memòries literàries de l'acadèmia.
Continuà l'edició de les obres completes de Sant Joan Crisòstom, que havia iniciat feia 30 anys i en trigà encara uns altres 20 en acabar; publicà la seva obra més extensa i curiosa: L'Antiquité expliquée et représentée en figures, volums preciosament il·lustrats en què explicava els costums, religió, cerimònies, jocs, armes, indumentàries, mesures, navegació, obres públiques i objectes d'ús quotidià dels antics grecs, romans, egipcis i gals, que fou un èxit de vendes: la tirada de 1.800 exemplars s'esgotà en dos mesos; i a semblança d'aquesta obra i com a continuació seva, publicà Les monuments de la monarchie françoise, una història de França des dels primers temps fins l'època d'Enric IV, que també incloïa abundants gravats.
La seva última publicació fou un catàleg de tots els manuscrits conservats a les principals biblioteques de França, Itàlia, Alemanya i Anglaterra. El desembre de 1741, amb 86 anys, morí sobtadament dos dies després de plantejar davant l'acadèmia el seu pla per a la continuació de la Monarchie françoise i la reedició del diccionari grec d'Emilius Portus.